# Canal de la Costa d'Orissa
El canal de la Costa d'Orissa (Orissa Coast Canal) és un canal navegable al districte de Balasore i a l'antic districte de Midnapore a Bengala Occidental, continuació del canal Hijili Tidal. Té 209 km i connecta el riu Rasalpur amb el Subarnarekha, i després va cap als rius Matai i Dhamra. Fou iniciat el 1880 i obert al trànsit el 1885.